# Powder Mill Lake
Powder Mill Lake är en sjö i Kanada.   Den ligger i provinsen Nova Scotia, i den sydöstra delen av landet, 1 000 km öster om huvudstaden Ottawa. Powder Mill Lake ligger 21 meter över havet. Arean är 0,49 kvadratkilometer. Den ligger vid sjöarna  Lake Thomas Lake William och Rocky Lake. Den sträcker sig 1,1 kilometer i nord-sydlig riktning, och 0,9 kilometer i öst-västlig riktning.
I omgivningarna runt Powder Mill Lake växer i huvudsak blandskog. Runt Powder Mill Lake är det tätbefolkat, med 591 invånare per kvadratkilometer.